# Ẩm thực

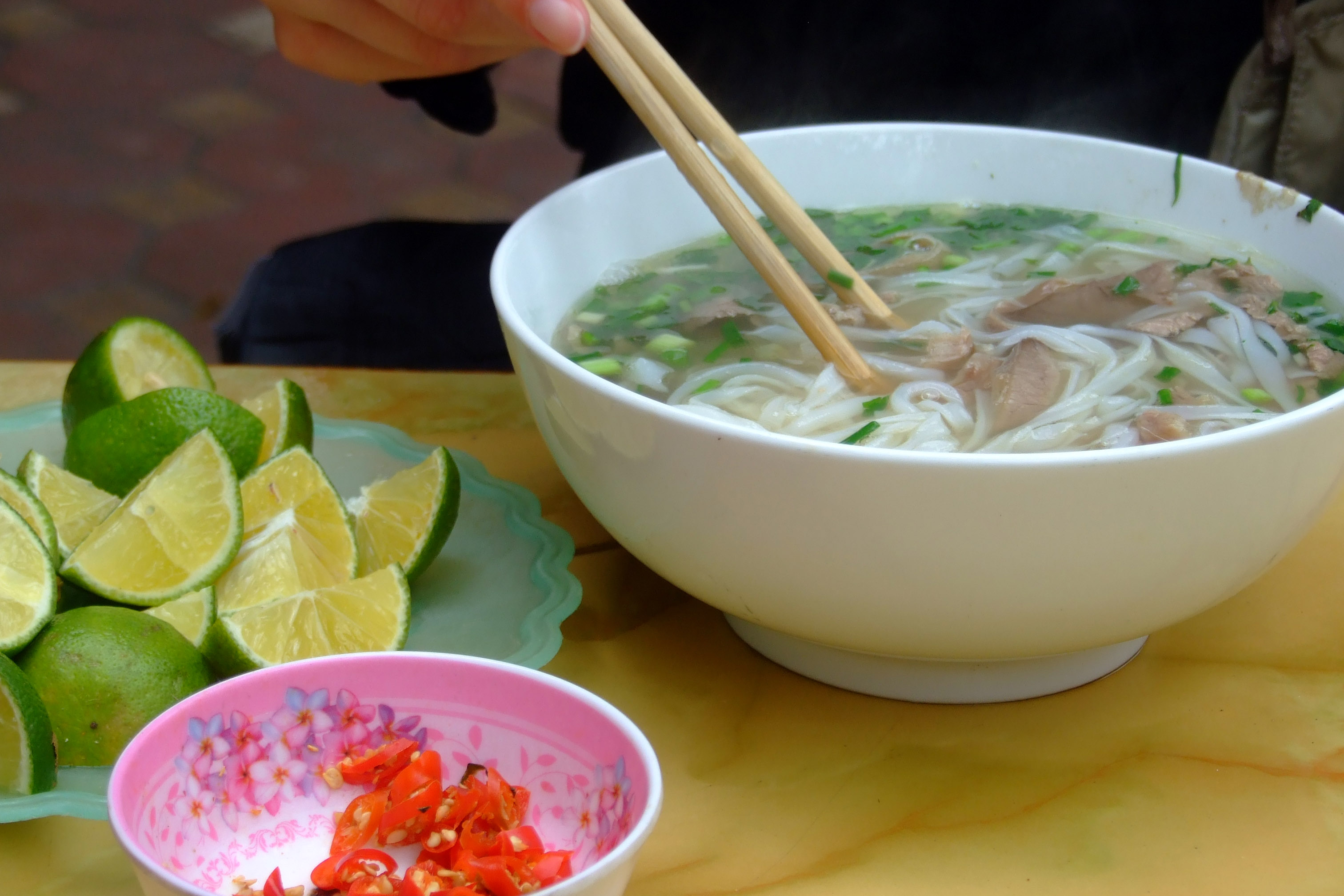
Phở là món ăn đặc trưng cho ẩm thực Việt Nam

Ẩm thực là một hệ thống đặc biệt về quan điểm truyền thống và thực hành nấu ăn, nghệ thuật bếp núc, nghệ thuật chế biến thức ăn, thường gắn liền với một nền văn hóa cụ thể. Nó thường được đặt tên theo vùng hoặc nền văn hóa hiện hành. Một món ăn chủ yếu chịu ảnh hưởng của các thành phần có sẵn tại địa phương hoặc thông qua thương mại, buôn bán trao đổi. Những thực phẩm mang màu sắc tôn giáo cũng có những ảnh hưởng rất lớn tới ẩm thực. Mở rộng ra thì ẩm thực có nghĩa là một nền văn hóa ăn uống của một dân tộc, đã trở thành một tập tục, thói quen. Ẩm thực không chỉ nói về "văn hóa vật chất" mà còn nói về cả mặt "văn hóa tinh thần".

## Lịch sử
Ngay từ khi những dấu chân đầu tiên của con người in dấu trên Trái Đất, ngay từ thời kì bình minh của nhân loại, việc ăn uống đã được coi như là một nhu cầu cần thiết để duy trì sự sống của sinh vật sống nói chung và con người nói riêng. Tuy nhiên, ở thời kì cổ đại đó, thức ăn vẫn còn khan hiếm buộc con người không có quyền lựa chọn thức ăn. Sau này, trải qua hàng triệu năm tiến hóa, thế giới ngày càng văn minh hơn, do đó, những tri thức cơ bản đầu tiên về lĩnh vực ăn uống được hình thành, tạo nên khái niệm đầu tiên về văn hóa ăn uống: ẩm thực.

## Sự phát triển của ẩm thực

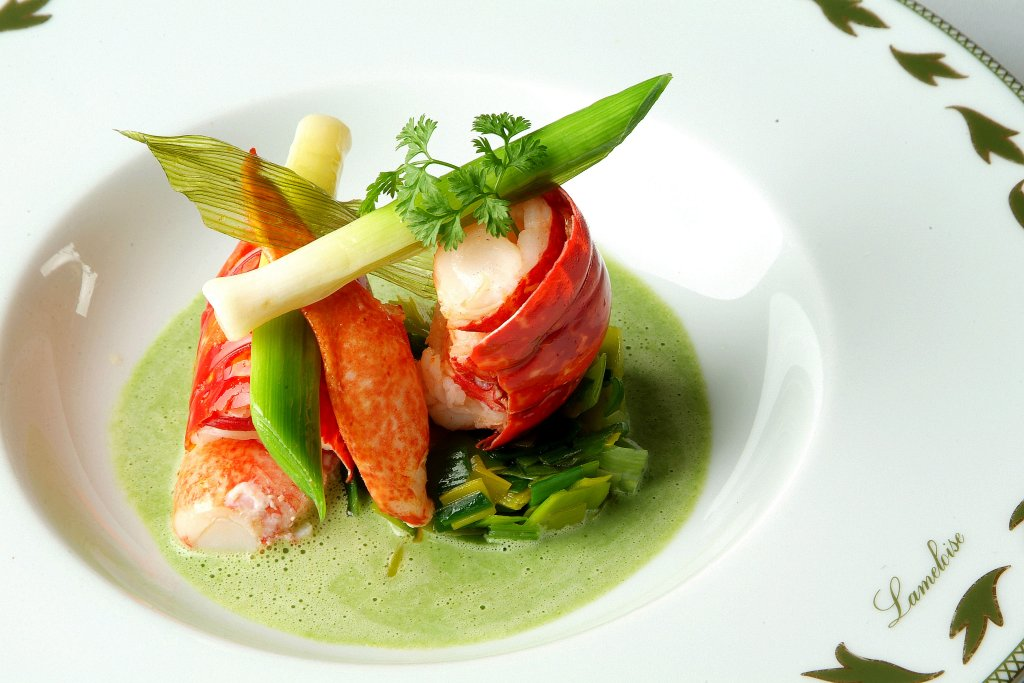
Ví dụ về cách trình bày nouvelleisine. Món ăn này bao gồm tôm càng ướp với gazpacho măng tây và cải xoong.

Ẩm thực phát triển liên tục và các món ăn mới được tạo ra bởi sự đổi mới và tương tác văn hóa. Một ví dụ gần đây là ẩm thực kết hợp, kết hợp các yếu tố của nhiều truyền thống ẩm thực trong khi không được phân loại theo bất kỳ phong cách ẩm thực nào và thường đề cập đến những đổi mới trong nhiều món ăn nhà hàng đương đại kể từ những năm 1970.  Ẩm thực Nouvelle (Ẩm thực mới) là một cách tiếp cận để nấu ăn và trình bày món ăn trong ẩm thực Pháp đã được phổ biến vào những năm 1960 bởi các nhà phê bình ẩm thực Henri Gault, người đã phát minh ra cụm từ trên và các đồng nghiệp của anh ấy là André Gayot và Christian Millau trong một hướng dẫn nhà hàng mới, Gault-Millau hay Le Nouveau Guide . Ẩm thực phân tử, là một phong cách nấu ăn hiện đại tận dụng nhiều cải tiến kỹ thuật từ các ngành khoa học (nấu ăn phân tử). Thuật ngữ này được đặt ra vào năm 1999 bởi nhà hóa học Hervé This người Pháp của INRA vì ông muốn phân biệt nó với tên Ẩm thực phân tử (một hoạt động khoa học) do ông và nhà vật lý Oxford quá cố Nicholas Kurti giới thiệu vào năm 1988. Nó cũng được đặt tên là nấu ăn đa giác quan, ẩm thực hiện đại, vật lý ẩm thực và ẩm thực thử nghiệm bởi một số đầu bếp. Bên cạnh đó, thương mại quốc tế mang đến những thực phẩm mới bao gồm các nguyên liệu cho các nền ẩm thực hiện tại và dẫn đến những thay đổi. Việc du nhập ớt cay vào Trung Quốc từ Nam Mỹ vào khoảng cuối thế kỷ 17 đã ảnh hưởng lớn đến ẩm thực Tứ Xuyên, kết hợp hương vị ban đầu (với việc sử dụng tiêu Tứ Xuyên) với hương vị ớt cay mới được giới thiệu và tạo ra một loại mala (麻辣) độc đáo có hương vị cay tê miệng và hăng.

## Hình thành nền ẩm thực của mỗi quốc gia

### Hình thành từ lịch sử
Lịch sử của mỗi quốc gia có gắn bó mật thiết với nền ẩm thực của chính quốc gia đó. Hầu như những món ăn nổi tiếng ngày nay đều được hình thành cách đây khá lâu. Trải qua những cuộc chiến tranh ngoai xâm, nền ẩm thực cũng du nhập một số những nét đặc trưng của ẩm thực ngoại lai, pha trộn, biến tấu sao cho phù hợp với khẩu vị của cư dân của quốc gia đó.
Một điều không thể thiếu là tình cảm và nguyện vọng của người làm ra nó được gửi vào mỗi món ăn. Điều đó tạo nên giá trị và bản sắc riêng, đặc sắc, thuần túy và thấm đẫm tinh hoa cũng như nền văn hóa mang đến cho mỗi đất nước một dấu son nổi bật cho nền ẩm thực nước nhà.

### Hình thành từ vị trí địa lý
Vị trí địa lý đóng vai trò xác định đến nguyên liệu của món ăn. Giả sử như những đất nước có những dòng sông dồi dào chất phù sa màu mỡ với nền văn minh lúa nước thì nền ẩm thực không thể vắng bóng những món ăn làm từ gạo hay các loại nông sản như ngô, khoai,.. Những đất nước có vùng biển thì đặc sản lại là các loại hải sản tươi ngon vừa được đánh bắt từ biển hay những dòng sông. Đôi khi đất nước gập gềnh đồi núi với khí hậu ôn hòa thì lại là địa điểm lý tưởng để chăn nuôi gia súc, trồng các loại rau xanh hay cây ăn quả. Do đó, những đất nước như vậy thì nền ẩm thực mang âm hưởng đầy tươi mát, đậm chất tự nhiên và tươi ngon.

### Hình thành từ khí hậu
Khí hậu góp phần định vị được đến hương vị của món ăn. Như đất nước Thái Lan có nền ẩm thực phong phú mang hương vị chua cay đặc trưng do có khí hậu nóng ẩm với hai mùa: mùa mưa và mùa khô. Vào mùa khô, mọi hương vị như đậm đà hơn, vị ngọt của xoài mùa này được nhiều người so sánh là "ngọt như mía lùi", nhưng nếu thưởng thức xoài Thái vào mùa mưa thì ắt hẳn bạn sẽ phải xuýt xoa vì vị chua của nó. Hay hương vị cay nồng từ món cà ri được hình thành do những cơn gió mùa hè và mùa đông thổi từ hoang mạc Thar và dãy núi Himalaya, những cơn mưa rào,...

### Hình thành từ những yếu tố ngoại lai
Những ảnh hưởng từ nền văn hóa khác đôi khi cũng tạo nên những nét chấm phá cho nền ẩm thực của một quốc gia. Yếu tố ngoại lai có thể là: do những cuộc chiến tranh trong lich sử, do sự gần gũi về mặt địa lý cho phép người dân hai nước được thường xuyên gặp gỡ và thẩm thấu những nét đặc trưng của nền ẩm thực nước đó, do sự du nhập của những món ăn mới được truyền vào thông qua thế hệ trẻ. Tuy nhiên, cho dù có du nhập những yếu tố ngoại lai như thế nào đi chăng nữa thì mỗi quốc gia đều phải giữ được bản sắc văn hóa của chính nền ẩm thực nước nhà.

## Ẩm thực khu vực
Ẩm thực khu vực có thể thay đổi tùy theo tình trạng sẵn có và cách sử dụng các nguyên liệu cụ thể, truyền thống và thực hành nấu ăn của địa phương cũng như sự khác biệt về văn hóa nói chung. Các yếu tố như vậy có thể đồng nhất ít nhiều trên các vùng lãnh thổ rộng lớn hoặc thay đổi mạnh mẽ trong các vùng riêng lẻ. Ví dụ, ở Trung và Bắc Nam Mỹ, ngô (cả tươi và khô) là một loại lương thực chính và được sử dụng theo nhiều cách khác nhau. Ở Bắc Âu, lúa mì, lúa mạch đen và chất béo có nguồn gốc động vật chiếm ưu thế trong khi ở Nam Âu dầu ô liu phổ biến và gạo phổ biến hơn. Ở Ý, ẩm thực miền Bắc gồm bơ và gạo, trái ngược với ẩm thực của miền Nam với pasta lúa mì và dầu ô liu. Ở một số vùng của Trung Quốc, gạo là lương thực chính, trong khi ở những nơi khác, vai trò này được lấp đầy bởi mì và bánh mì. Trên khắp Trung Đông và Địa Trung Hải, các nguyên liệu phổ biến là cừu, dầu ô liu, các loại chanh, ớt và gạo. Ăn chay được thực hiện ở phần lớn Ấn Độ đã làm cho cây họ đậu (cây trồng chỉ thu hoạch hạt khô) như đậu gà và đậu lăng trở nên quan trọng như lúa mì hoặc gạo. Từ Ấn Độ đến Indonesia, việc sử dụng rộng rãi gia vị là đặc trưng; dừa và hải sản cũng được sử dụng khắp vùng như thực phẩm và gia vị.

### Ẩm thực Châu Phi
Ẩm thực Châu Phi sử dụng kết hợp các sản phẩm trái cây, ngũ cốc và rau cũng như các sản phẩm sữa và thịt. Ở một số vùng của lục địa này, chế độ ăn uống truyền thống có ưu thế là sữa, các sản phẩm sữa đông và váng sữa. Tuy nhiên, ở phần lớn châu Phi nhiệt đới, sữa bò rất hiếm và không thể sản xuất tại địa phương (do nhiều loại bệnh ảnh hưởng đến vật nuôi). Thành phần nhân khẩu học đa dạng của lục địa được phản ánh trong nhiều thói quen ăn uống, món ăn và kỹ thuật chuẩn bị khác nhau của các nhóm dân cư đa dạng của nó.

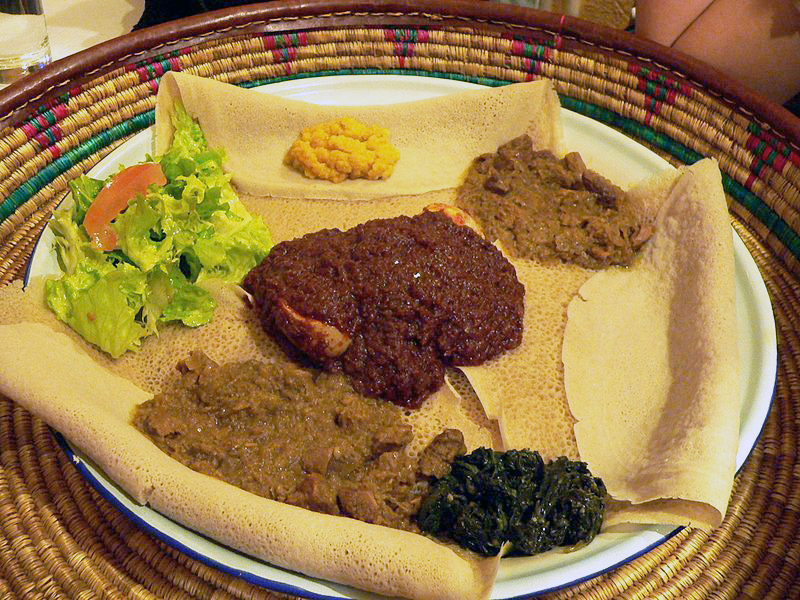
Ethiopia và Ẩm thực Eritrea:  Injera  (bánh mì giống như bánh kếp) và một số loại  wat  (món hầm)
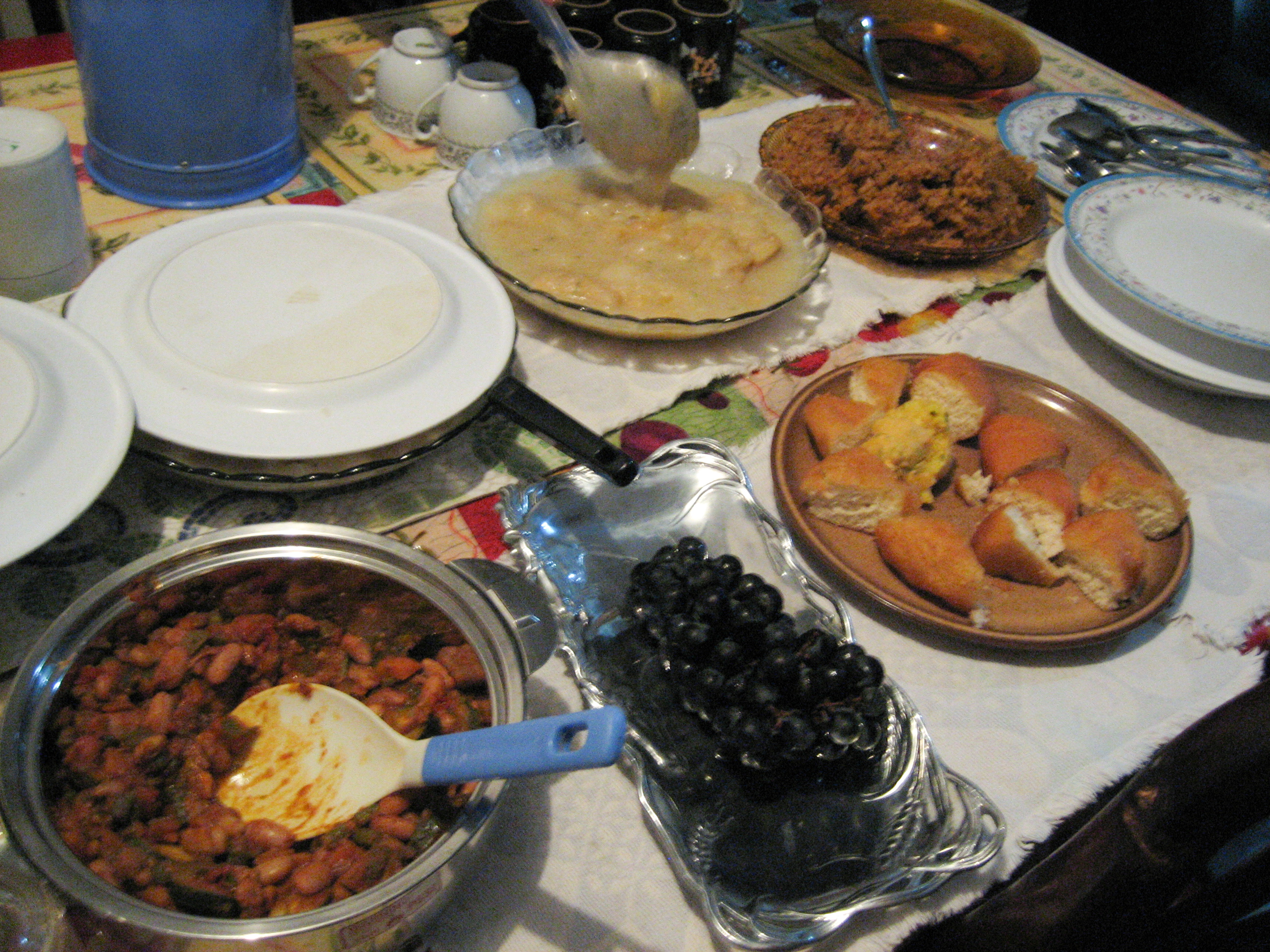
Bữa tối Ramadan ở Tanzania
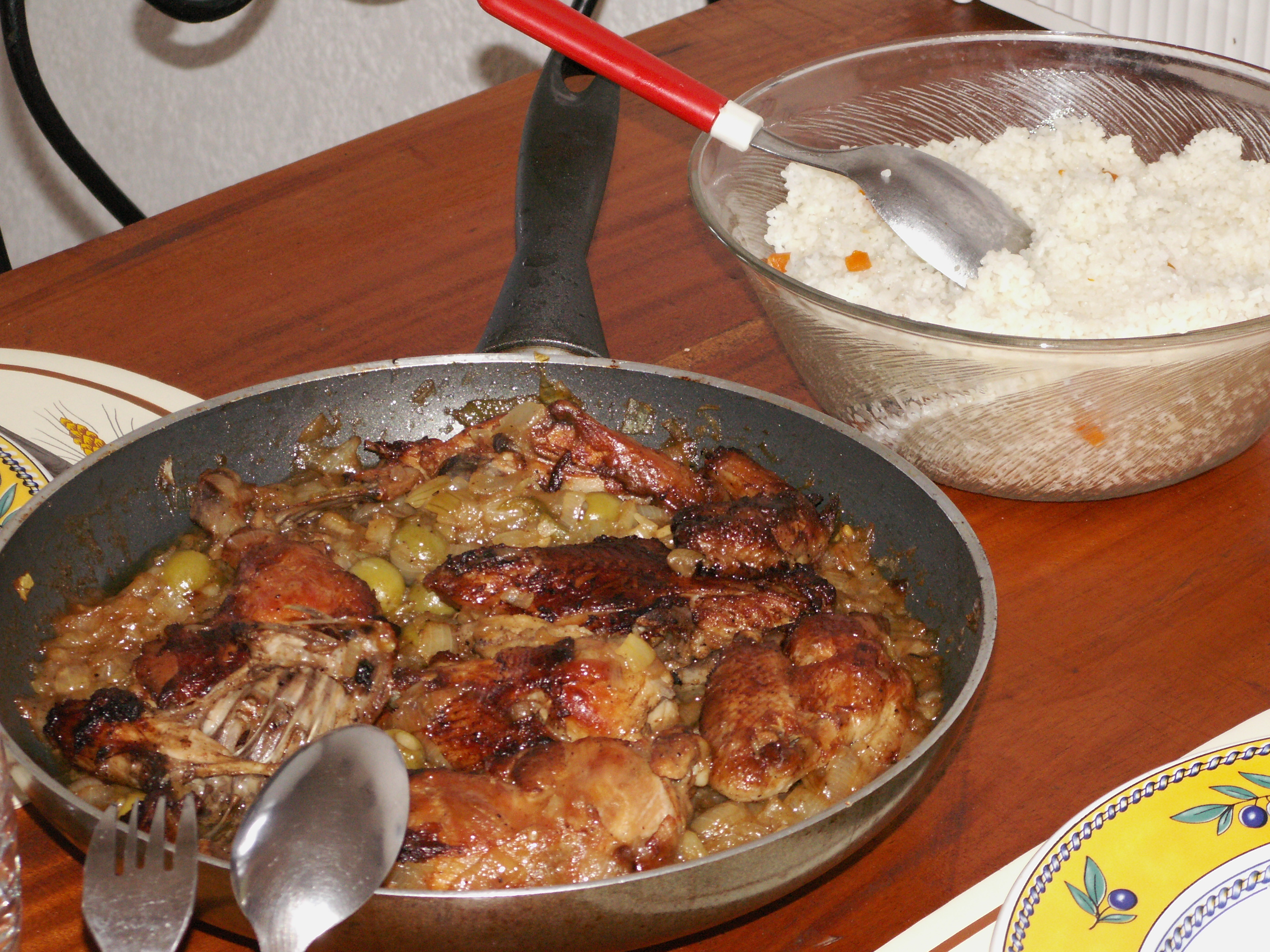
Yassa là một món ăn phổ biến ở khắp Tây Phi được chế biến từ thịt gà hoặc cá. Trong hình là yassa gà.
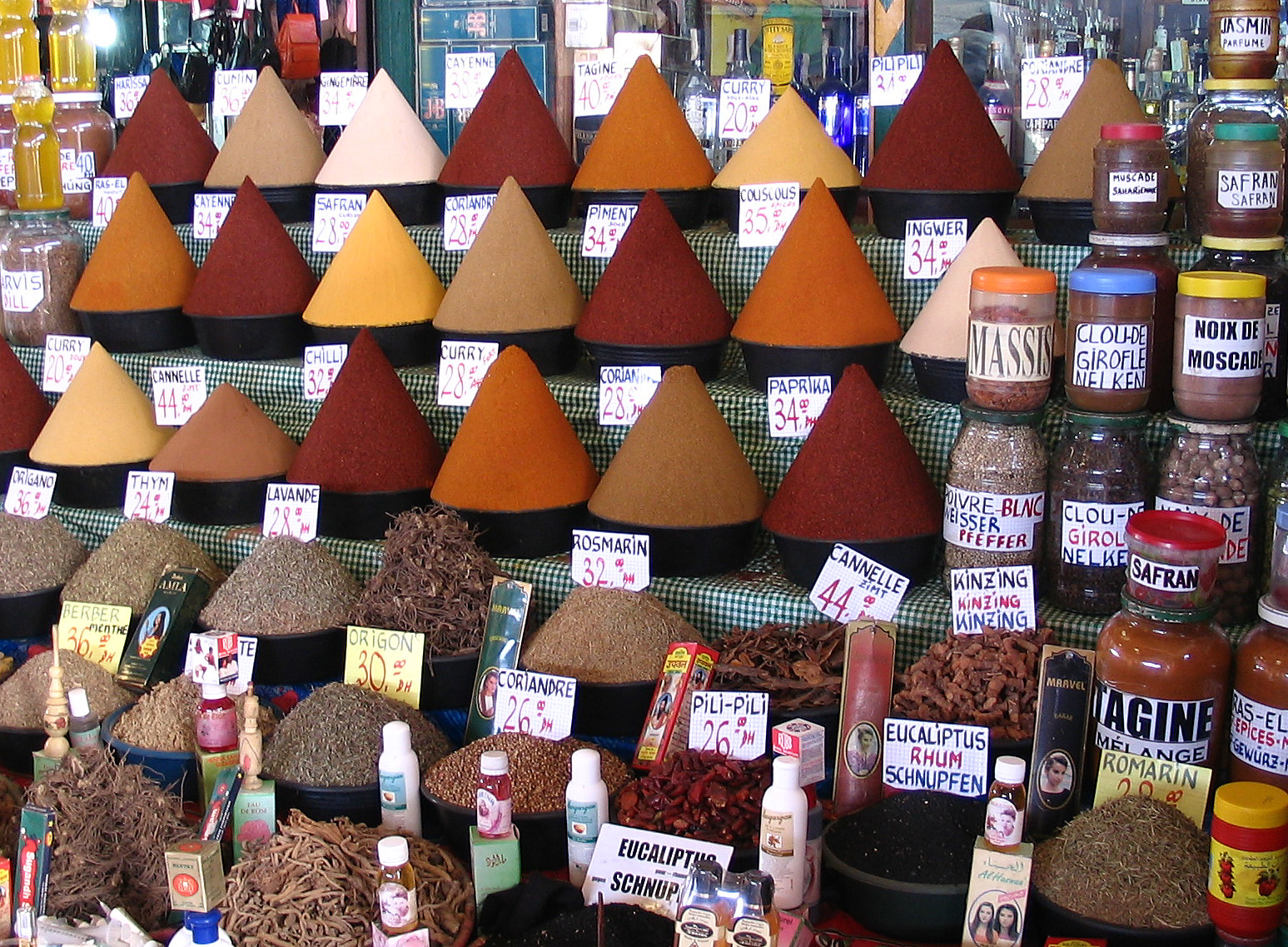
Gia vị tại chợ trung tâm ở Agadir, Maroc

### Ẩm thực Châu Á
Ẩm thực châu Á rất phong phú và đa dạng, bao gồm ẩm thực Đông Á, ẩm thực Nam Á, ẩm thực Đông Nam Á, ẩm thực Trung Á và ẩm thực Tây Á. Các thành phần nổi tiếng ở Đông Á và Đông Nam Á (do ảnh hưởng của người Hoa ở nước ngoài) bao gồm gạo, gừng, tỏi, hạt mè, ớt, hành khô, đậu nành và đậu phụ cùng với xào, hấp và chiên ngập dầu là các phương pháp nấu ăn phổ biến. Mặc dù gạo phổ biến đối với hầu hết các nền ẩm thực khu vực Châu Á nhưng mỗi khu vực khác nhau lại sử dụng các loại gạo khác nhau: gạo Basmati phổ biến ở Nam Á, gạo Jasmine ở Đông Nam Á, gạo hạt dài ở Trung Quốc và gạo hạt ngắn ở Nhật Bản và Hàn Quốc. Cà ri cũng là một thành phần phổ biến được tìm thấy ở Nam Á, Đông Nam Á và Đông Á (đặc biệt là cà ri Nhật Bản); tuy nhiên, chúng không phổ biến trong ẩm thực Tây Á và Trung Á. Những món cà ri có nguồn gốc từ Nam Á thường có sữa chua, ở Đông Nam Á là sữa dừa và ở Đông Á là thịt hầm và rau. Ẩm thực Nam Á và ẩm thực Đông Nam Á thường được đặc trưng bởi việc sử dụng nhiều gia vị và thảo mộc có nguồn gốc từ các vùng nhiệt đới của Châu Á.

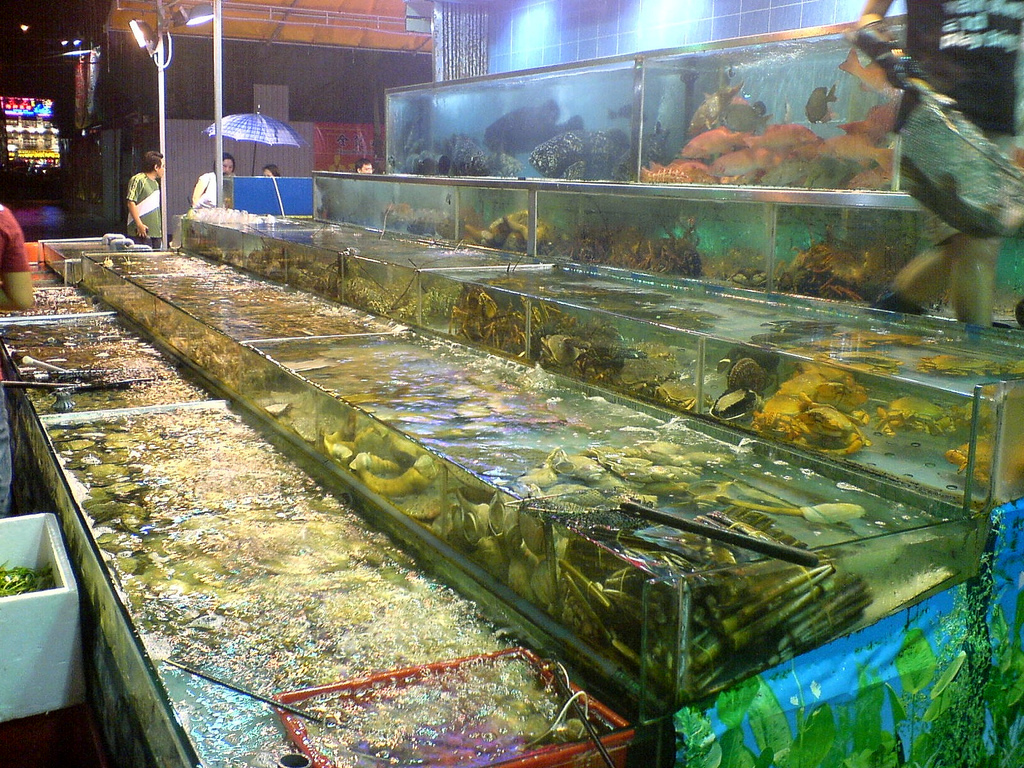
Do vị trí của Quảng Đông trên bờ biển phía nam của Trung Quốc, hải sản tươi sống là một đặc sản trong ẩm thực Quảng Đông. Các chợ bán hải sản như vậy được tìm thấy trên khắp Đông Á.
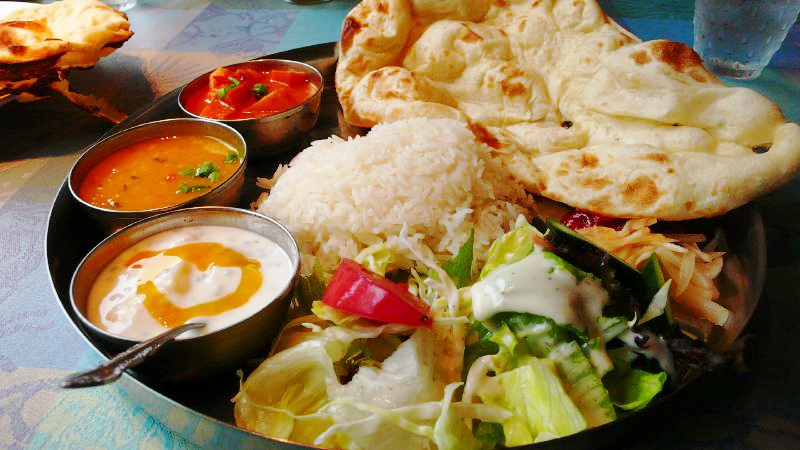
Thali chay Bắc Ấn truyền thống với nhiều cà ri từ Ấn Độ. Các món cà ri khác nhau được tìm thấy trên khắp Nam Á.
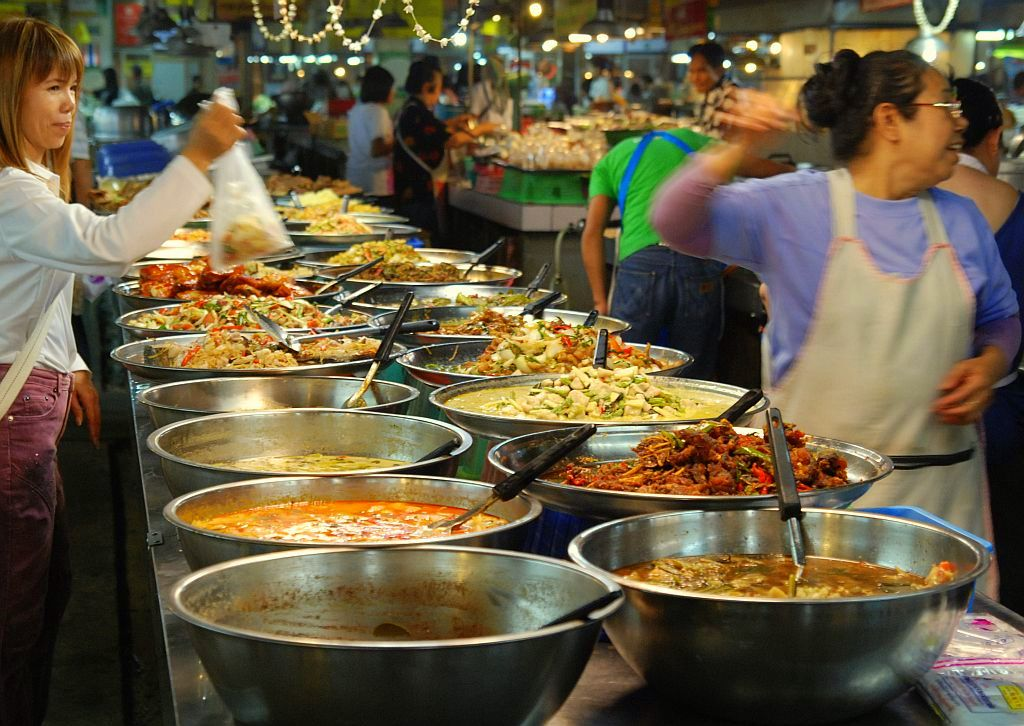
Một quầy hàng tại chợ Thanin ở Chiang Mai, Thái Lan, bán thực phẩm nấu sẵn. Các quầy hàng trong chợ bán thực phẩm được tìm thấy trên khắp Đông Nam Á.
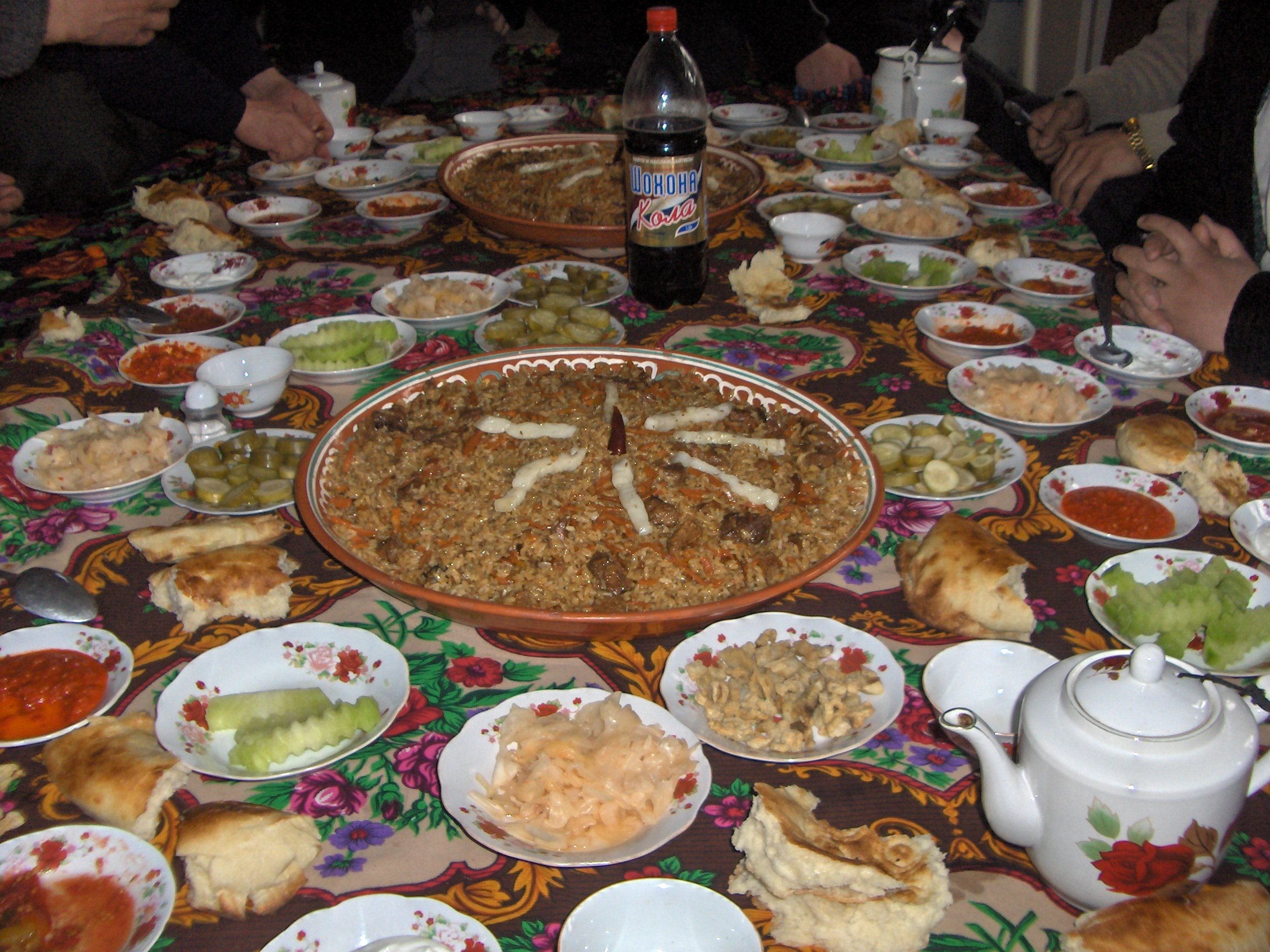
Một bữa tiệc của người Tajik. Một bữa tiệc lớn thường được kết hợp với các nền văn hóa của Trung Á.
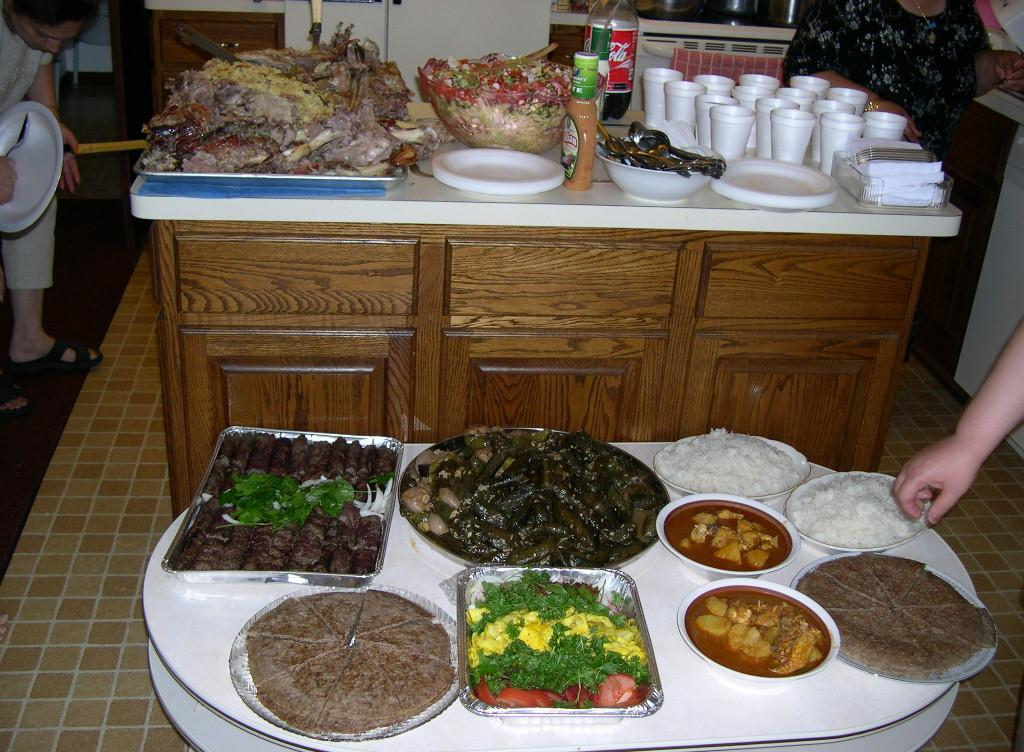
Ẩm thực của người Assyria điển hình; ví dụ về một loại bữa ăn được tìm thấy ở Tây Á.

### Ẩm thực Châu Âu
Ẩm thực Châu Âu (hay còn gọi là "Ẩm thực phương Tây") bao gồm các món ăn của Châu Âu và các nước phương Tây. Ẩm thực châu Âu bao gồm ẩm thực Châu Âu và ở một mức độ nào đó là Nga, cũng như các món ăn không phải của Người bản địa Bắc Mỹ, Australasia, Châu Đại Dương và Châu Mỹ La Tinh. Thuật ngữ này được sử dụng bởi người Đông Á để tương phản với phong cách nấu ăn ở Đông Á. Khi được sử dụng trong tiếng Anh, thuật ngữ này có thể đề cập cụ thể hơn đến ẩm thực  ở  (Lục địa) Châu Âu; trong ngữ cảnh này, một từ đồng nghĩa là  Ẩm thực lục địa , đặc biệt là trong tiếng Anh Anh.

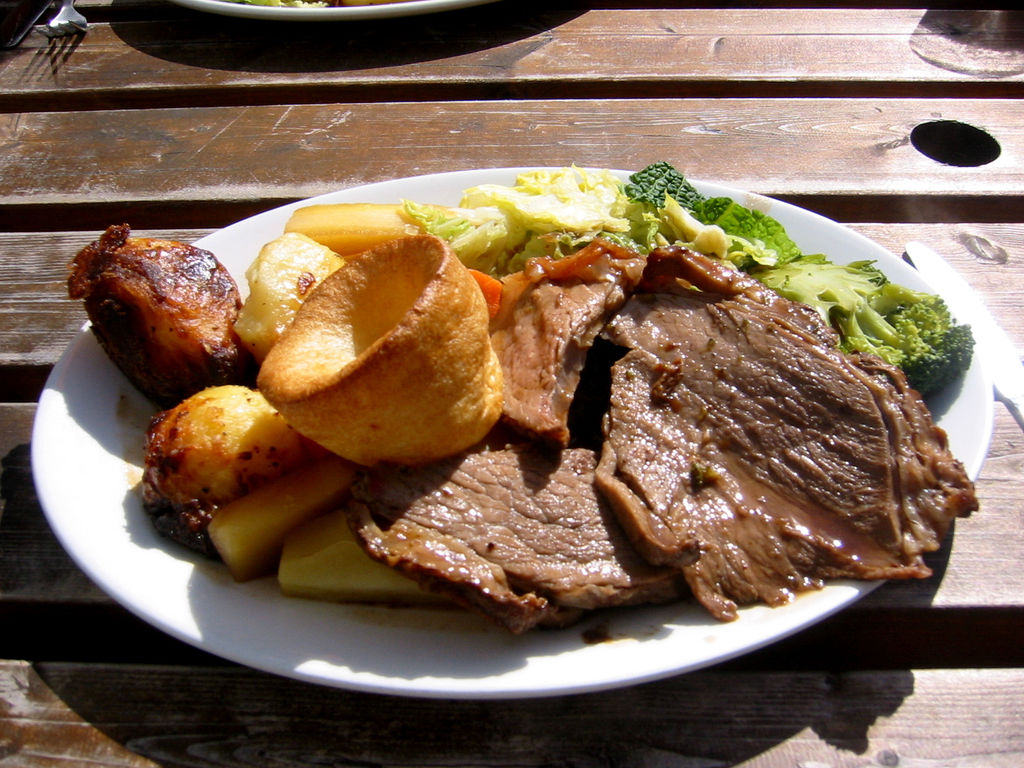
Món Sunday roast của người Anh với thịt bò nướng, khoai tây nướng, rau và bánh pudding Yorkshire
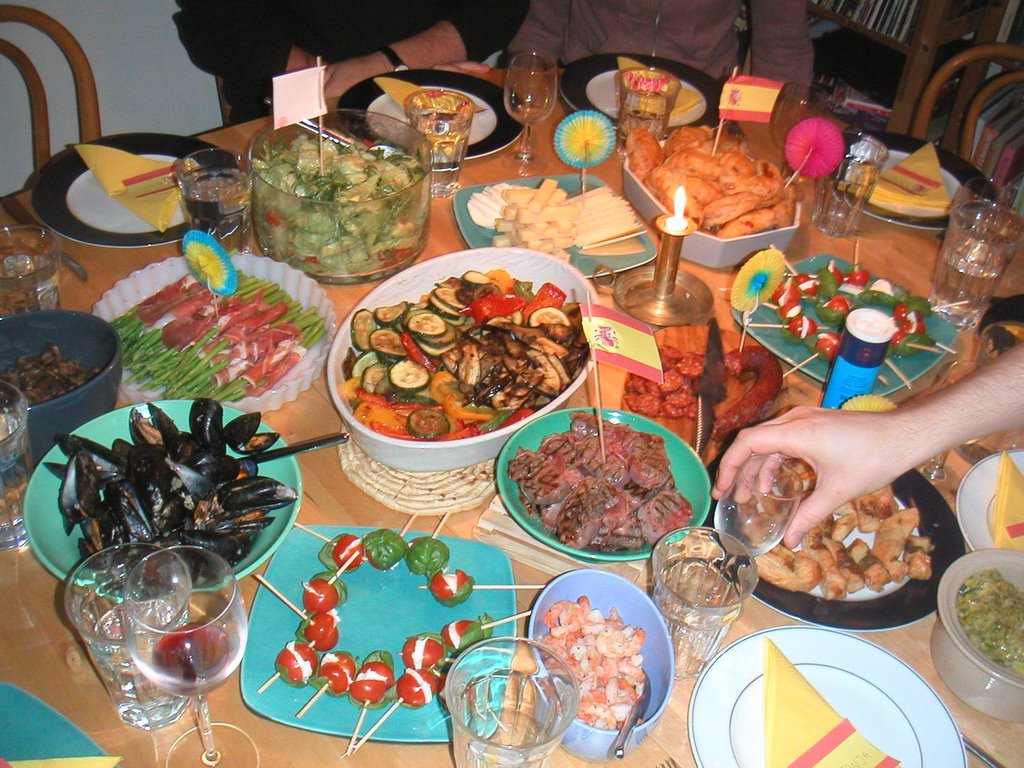
Nhiều loại tapas: món khai vị hoặc đồ ăn nhẹ trong ẩm thực Tây Ban Nha
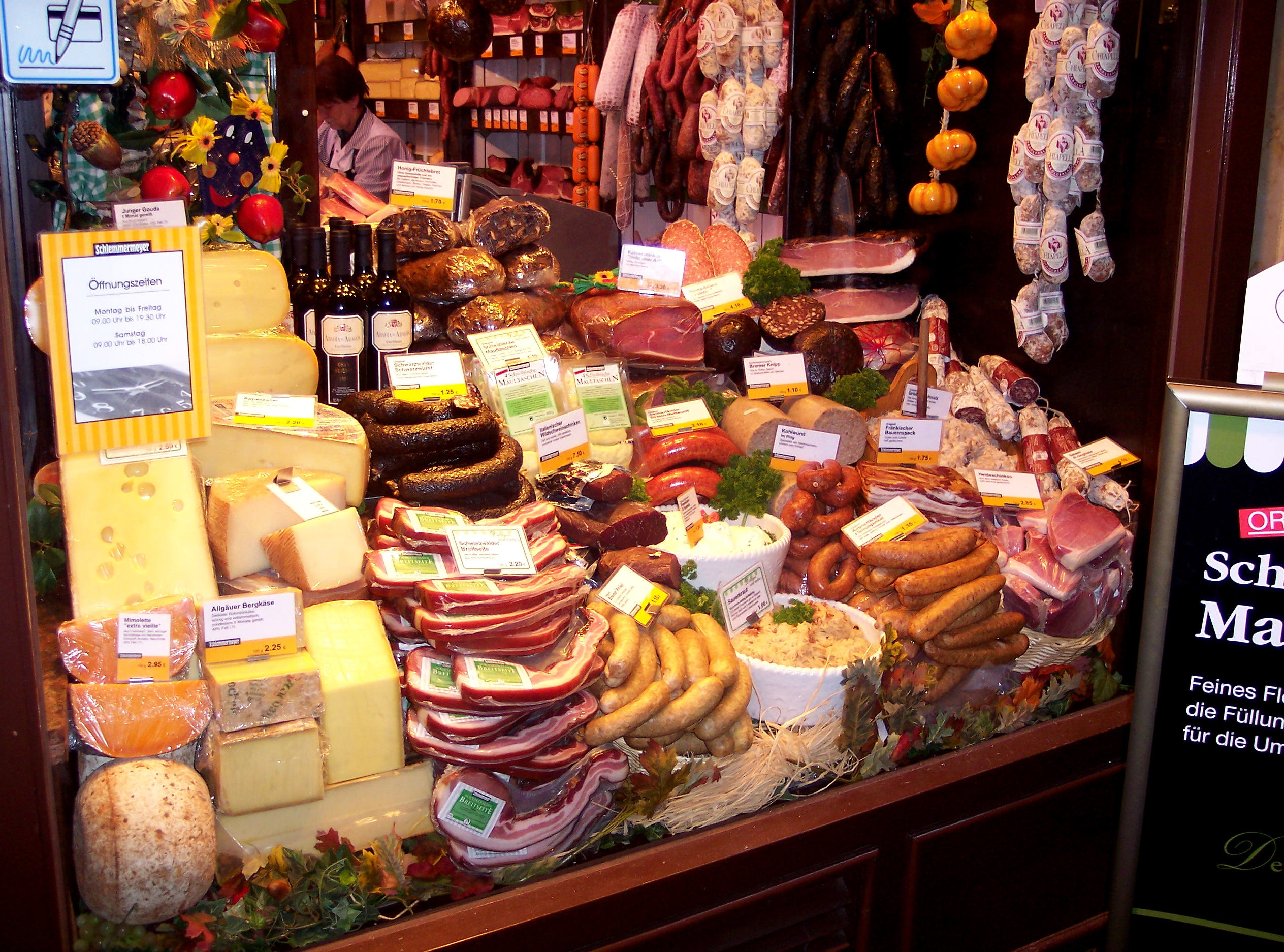
Xúc xích và pho mát của Đức

### Ẩm thực Châu Đại Dương
Ẩm thực Châu Đại Dương bao gồm Ẩm thực Úc, Ẩm thực New Zealand và các món ăn từ nhiều đảo hoặc nhóm đảo khác trên khắp Châu Đại Dương. Ẩm thực Úc bao gồm các món ăn có nguồn gốc từ Anglo-Celtic nhập cư và bushfood được chế biến và ăn bởi các dân tộc Thổ dân Úc bản địa và nhiều ảnh hưởng từ Châu Á gần đây. Ẩm thực New Zealand cũng bao gồm các món ăn lấy cảm hứng từ châu Âu, chẳng hạn như Pavlova và ẩm thực Maori bản địa. Trên khắp Châu Đại Dương, các mặt hàng chủ lực bao gồm Kumura (Khoai lang) và Khoai môn, là một mặt hàng chủ lực từ Papua New Guinea đến Nam Thái Bình Dương. Trên hầu hết các đảo ở phía nam Thái Bình Dương, cá được tiêu thụ rộng rãi vì gần đại dương.

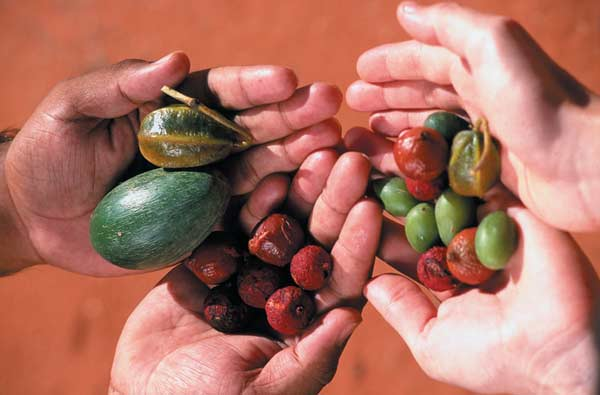
Bush Tucker  (thực phẩm cây bụi) được thu hoạch tại Công viên sa mạc Alice Springs ở Úc
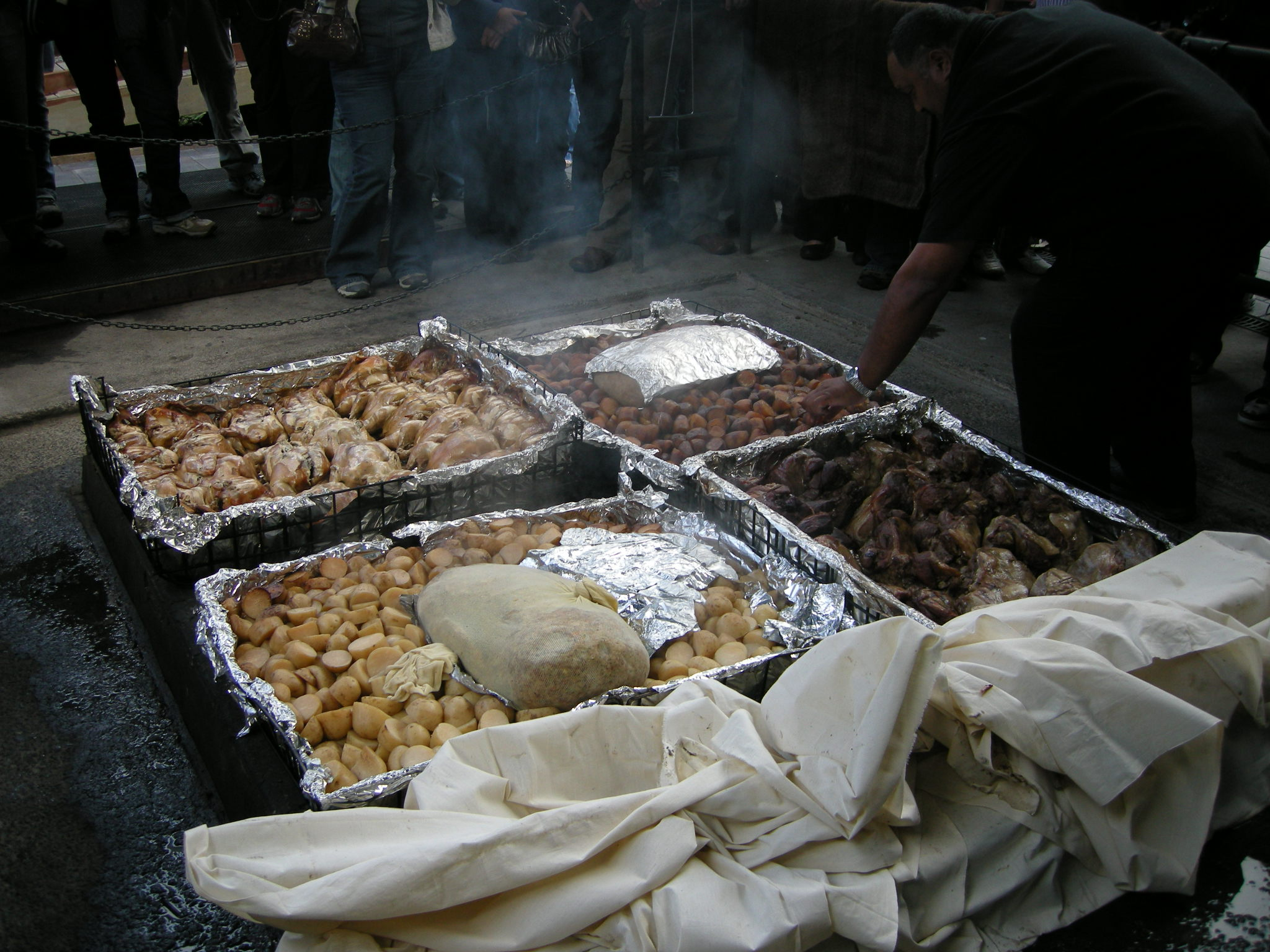
Hāngi đang được chuẩn bị, một phương pháp nấu thức ăn của người Maori New Zealand cho những dịp đặc biệt bằng cách sử dụng đá nóng chôn trong lò hầm.
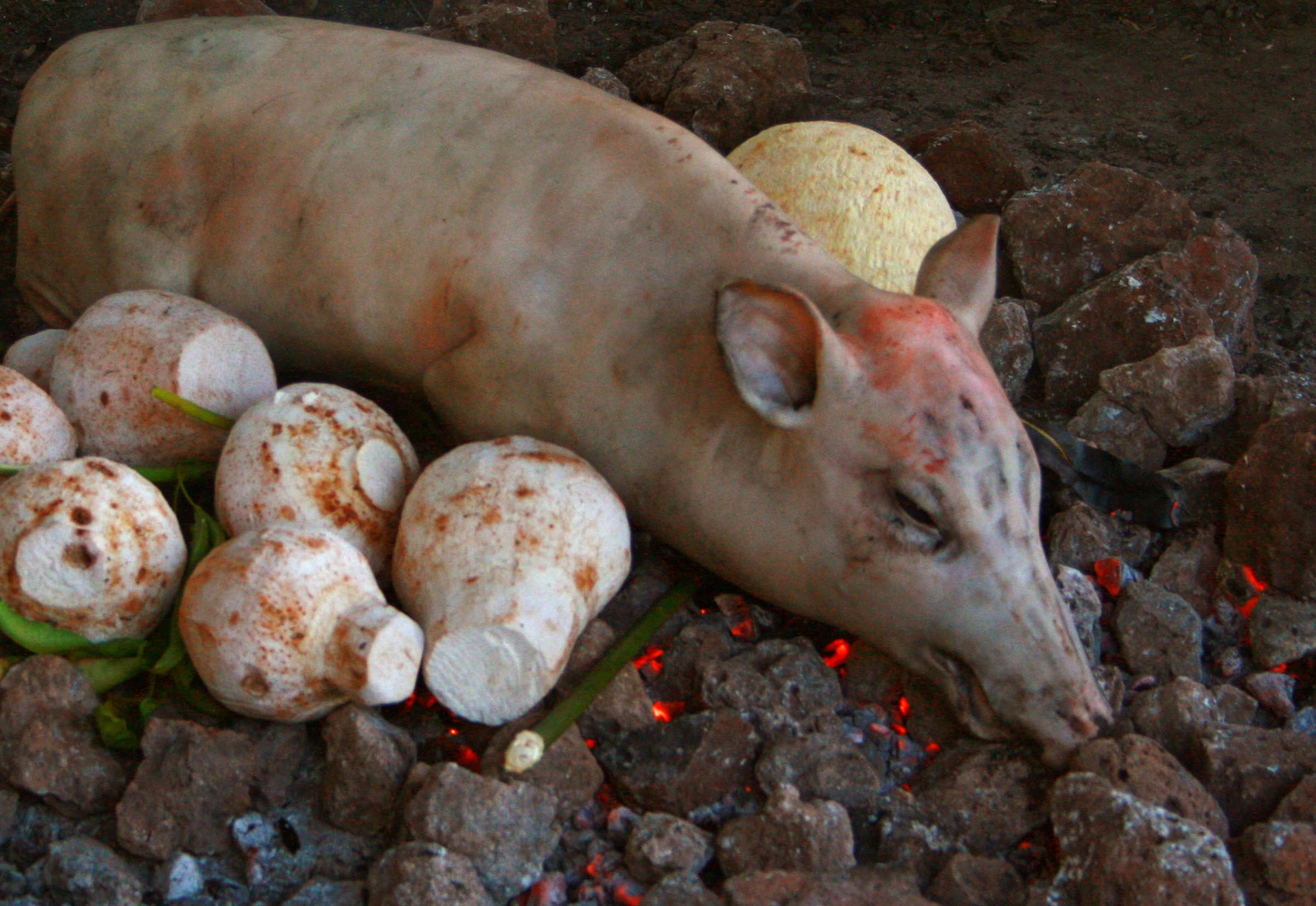
Umu  của người Samoa, một lò đá nóng trên mặt đất

### Ẩm thực Châu Mỹ
Ẩm thực Châu Mỹ được tìm thấy trên Bắc và Nam Mỹ và dựa trên món ăn của các quốc gia mà người nhập cư đến, chủ yếu là Châu Âu. Tuy nhiên, các món ăn truyền thống của châu Âu đã được điều chỉnh bằng cách bổ sung nhiều nguyên liệu và nhiều kỹ thuật địa phương và bản địa cũng được thêm vào các món ăn truyền thống. Ẩm thực châu Mỹ bản địa được chế biến bởi người dân bản địa trên khắp lục địa và ảnh hưởng của nó đối với ẩm thực đa sắc tộc Mỹ Latinh. Nhiều loại lương thực chính được ăn trên khắp lục địa, chẳng hạn như ngô, đậu và khoai tây có nguồn gốc bản địa. Các nền ẩm thực theo khu vực gồm có ẩm thực Bắc Mỹ, ẩm thực Mexico, ẩm thực Trung Mỹ, ẩm thực Nam Mỹ và ẩm thực Caribe.

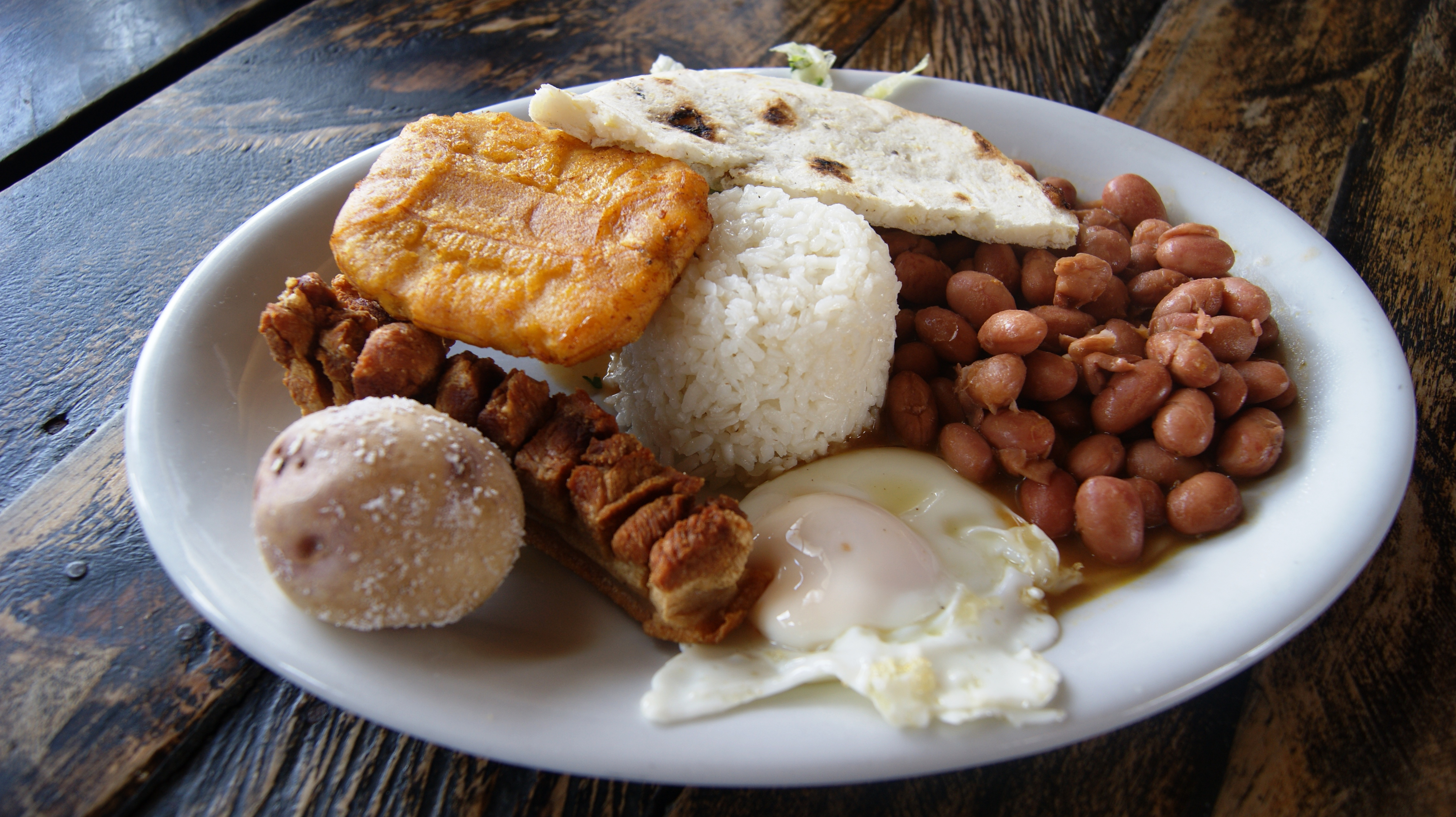
Khay Paisa từ Peñól de Guatapé ở Antioquia, Colombia.
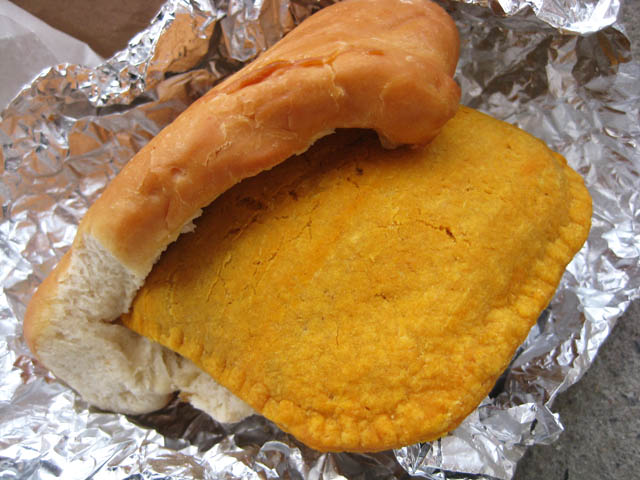
Chả Jamaica được bọc trong bánh mì dừa.
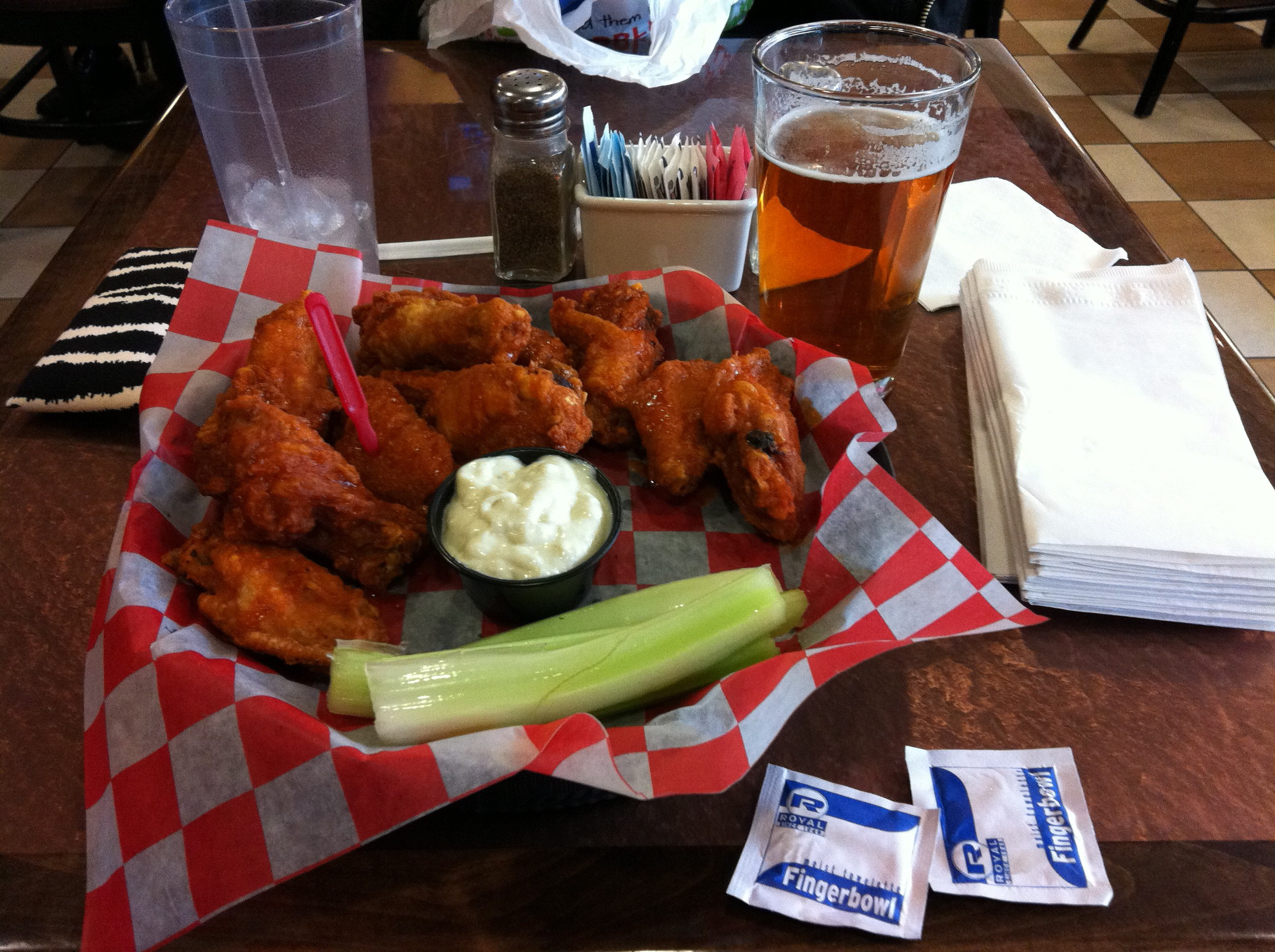
Cánh gà chiên với sốt phô mai xanh, phục vụ với bia nhẹ.
Taco chứa đầy một số loại thịt, chủ yếu là thịt bò, thịt gà và thịt lợn.

## Ẩm thực ngày nay trong thế giới hiện đại
Ẩm thực là chiếc gương soi chân thực cho nền văn hóa của mỗi quốc gia. Ẩm thực cũng là một cách để mỗi đất nước quảng bá nền văn hóa của họ. Mỗi nền văn hóa ẩm thực của mỗi quốc gia đều lớn lên và đi cùng với mỗi bước phát triển của đất nước đó, là một khía cạnh để đánh giá quốc gia đó có được một nền văn hóa phát triển rực rỡ, có sát cánh với nền ẩm thực đa dạng, phong phú, muôn hình, muôn vẻ của thế giới đang phát triển từng ngày. Bên cạnh những món ăn hiện đại là cả một kho tàng phong phú về những món ăn cổ truyền hấp dẫn muôn vàn thế hệ.